# Operation Barclay
 Operation Barclay war während des Zweiten Weltkriegs ein alliiertes Täuschungsmanöver zur Unterstützung der Invasion Siziliens im Juli 1943.
Durch diese Operation sollte die militärische Führung der Achsenmächte über die tatsächliche alliierte Kräfteverteilung im Mittelmeerraum getäuscht und die Aufmerksamkeit vom eigentlichen Angriffsziel Sizilien auf den Balkan gelenkt werden.
Zu diesem Zweck wurde eine Scheinarmee (die „Twelfth Army“ mit 12 Divisionen) erschaffen, die mit scheinbaren Truppenbewegungen und starkem Funkverkehr eine Truppenkonzentration im östlichen Mittelmeerraum vortäuschen sollte.
Bereits im Vorfeld hatte die erfolgreich verlaufene Operation Mincemeat, bei der den Deutschen bewusst falsche Pläne in die Hände gespielt worden waren, einen zweigeteilten alliierten Operationsplan mit Invasionen in Sardinien und Südfrankreich sowie im Balkanraum suggeriert. Nun wurde der Eindruck einer geplanten Invasion auf dem Balkan durch das Anwerben griechischer Übersetzer und der Beschaffung entsprechender Karten im Rahmen der Operation Barclay weiter verstärkt.
Die alliierten Maßnahmen zur Verschleierung ihrer Invasionspläne waren insgesamt ein voller Erfolg, das Oberkommando der Wehrmacht nahm eine weit höhere Anzahl an alliierten Truppen im östlichen Mittelmeer an, als tatsächlich der Fall war. Obwohl Mussolini weiterhin von Sizilien als wahrscheinlichstem Invasionsziel ausging, war Hitler fest davon überzeugt, dass die Landungen auf Sardinien, Korsika und in Griechenland erfolgen würden. Als Folge davon wurden Verstärkungen dorthin beordert und auch die italienische Flotte konzentrierte sich auf die Adria, weg von Sizilien. Damit erreichte die darauf folgende Operation Husky bei der Invasion Siziliens den gewünschten Überraschungseffekt. Zum Zeitpunkt der Invasion standen auf Sizilien lediglich zwei deutsche und vier italienische Divisionen zur Verteidigung bereit.